# Adanalı
Adanalı è una serie televisiva turca andata in onda in Turchia per tre stagioni dal 2008 al 2010.

## Personaggi e interpreti
- Yavuz Dikkaya (stagioni 1–3), interpretato da Oktay Kaynarca.
- Ali Gökdeniz (stagioni 1–3), interpretato da Mehmet Akif Alakurt, doppiato da Umut Tabak.
- Engin (stagioni 1–3), interpretato da Çağkan Çulha.
- Fikret Turan (stagioni 1–3), interpretato da Umut Oğuz.
- Pınar Uncu (stagioni 1–3), interpretato da Tuğçe Özbudak.
- İdil Ertürk (stagioni 1–2), interpretato da Selin Demiratar.
- Sofia Dikkaya (stagioni 1–2), interpretata da Serenay Sarıkaya.
- Maria (stagioni 1–2), interpretato da Zeynep Koltuk.
- Nevzat (stagioni 1–2), interpretato da Orhan Aydın.
- Timur (stagioni 1–2), interpretato da Alican Yücesoy.
- Boncuk (stagioni 1–2), interpretato da Fırat Albayram.
- Ferruh (stagioni 1–2), interpretato da Rüzgar Aksoy.
- İsmail (stagioni 1–2), interpretato da Ayhan Eroğlu.
- Hikmet (stagioni 1–2), interpretato da Hakan Meriçliler.
- Samet (stagioni 1–2), interpretato da Mehmet Çepiç.
- Mülayim (stagioni 1), interpretato da Gökhan Kıraç.
- Ayşegül Gökdeniz (stagioni 1), interpretato da Pınar Dikici.
- Hafize Gökdeniz (stagioni 1), interpretato da Nurhan Özenen.
- Derya (stagioni 1), interpretato da Nilüfer Silsüpür.
- Zeus (stagioni 1), interpretato da Osman Soykut.
- Başak (stagioni 1), interpretato da Seda Bakan.
- Ertan (stagioni 2), interpretato da Volkan Ünal.
- Alex (stagioni 2), interpretato da Akın Saatçi.
- Nazlı Karabağ (stagioni 2), interpretato da Eda Özerkan, doppiato da Burcu Güneştutar.
- Esra (stagioni 2), interpretato da Ebru Şam.
- Atilla (stagioni 2), interpretato da Demir Karahan.
- Elif (stagioni 2), interpretato da Dolunay Soysert.
- Pamuk (stagioni 3), interpretato da Ekin Türkmen.
- Alex Mertcan (stagioni 3), interpretato da Cemal Hünal.
- Maya (stagioni 3), interpretato da Zeynep Özder.
- Neco (stagioni 3), interpretato da Selim Erdoğan.
- Cengiz (stagioni 3), interpretato da Taner Ertürkler.

## Episodi
| Stagione   | Episodi | Anno      |
| ---------- | ------- | --------- |
| Stagione 1 | 30      | 2008–2009 |
| Stagione 2 | 40      | 2009–2010 |
| Stagione 3 | 9       | 2010–2010 |